# Micropterix corcyrella
Micropterix corcyrella là một loài bướm đêm thuộc họ Micropterigidae. Nó được Walsingham, Lord Thomas de Grey, miêu tả năm 1919. Nó được tìm thấy ở Slovenia, Serbia và Montenegro, Macedonia, Bulgaria và Hy Lạp.
Sải cánh dài khoảng 6.5 mm.

## Phụ loài
- Micropterix corcyrella corcyrella Walsingham, 1919 (Hy Lạp, Bulgaria, Macedonia)
- Micropterix corcyrella cephaloniensis Kurz, Kurz & Zeller, 2004 (Kefallinia)